# Saint-Calixte
Saint-Calixte är en kommun i provinsen Québec i Kanada. Den ligger i regionen Lanaudière, i den sydöstra delen av landet, 150 km öster om huvudstaden Ottawa.